# Soiuzmultfilm
Soiuzmultfilm (în rusă Союзмультфильм, în traducere Uniunea Animație) este un studio de animație rus cu sediul la Moscova, renumit pentru realizarea seriei Nu, pogodi! (1969-2006) și Maria, Mirabela (1981) . De-a lungul anilor, a atras atenția internațională și respectul criticilor și publicului, câștigând numeroase premii atât în țară cât și în străinătate. Remarcat pentru o mare varietate de stiluri, acesta este considerat cel mai influent studio de animație din fosta Uniune Sovietică. Studioul a produs 1530 de filme de-a lungul existenței sale.

## Filme
- 1947 Căluțul cocoșat (film din 1947) (Конёк-Горбунок), regia Ivan Ivanov-Vano, Aleksandra Snejko-Bloțkaia
- 1957 Crăiasa zăpezii (Снежная королева), regia Lev Atamanov
- 1968 Malîș i Karlson (Малыш и Карлсон)
- 1975 Căluțul cocoșat (film din 1975) (Конёк-Горбунок), regia Ivan Ivanov-Vano, Boris Butakov
- 1978 Troe iz Prostokvașino (Трое из Простоквашино)
- 1981 Taina tretei planeti (Тайна третьей планеты)